# مارتشيل يوريش
  (بالرومانية: Marcel Iureș)‏ (ولد 2 أغسطس 1951) هو ممثل روماني.

## روابط خارجية
- مارتشيل يوريش على موقع IMDb (الإنجليزية)
- مارتشيل يوريش على موقع ألو سيني (الفرنسية)
- مارتشيل يوريش على موقع ميوزك برينز (الإنجليزية)
- مارتشيل يوريش على موقع أول موفي (الإنجليزية)
- مارتشيل يوريش على موقع قاعدة بيانات الأفلام السويدية (السويدية)
- مارتشيل يوريش على موقع قاعدة بيانات الفيلم (الإنجليزية)
- مارتشيل يوريش على موقع كينوبويسك (الروسية)